# Не будите спящую собаку (фильм, 1996)
«Не будите спящую собаку» (англ. Flirting with Disaster) — американская кинокомедия сценариста и режиссёра Дэвида О. Расселла, вышедшая в 1996 году. Главные роли в фильме исполняют Бен Стиллер, Патрисия Аркетт, Теа Леони, Мэри Тайлер Мэр, Джордж Сигал, Алан Алда, Лили Томлин, Ричард Дженкинс и Джош Бролин.

## Сюжет
Мел и Нэнси, у которых недавно родился первенец, живут неподалёку от приёмных родителей Мела, Перл и Эда Коплинов. Мел не может определиться с именем для сына, пока не узнает о личностях его биологических родителей. После того, как агентство по усыновлению находит имя матери Мела, живущей в Сан-Диего, он решает встретиться с ней, отправляясь в поездку вместе с Нэнси и Тиной, работницей агентства, которая решает составить им компанию.
Прибыв в Сан-Диего, Мел, Нэнси и Тина встречают Валери, однако вскоре осознают, что она не является биологической матерью Мела. Нэнси же начинает ревновать флиртующих Мела и Тину. Надеясь найти отца Мела, они отправляются в Батл-Крик, штат Мичиган, где встречают дальнобойщика Фрица Будро. Фриц, изначально принимающий Мела за своего сына, вскоре осознаёт, что не может являться его отцом, и рассказывает, что занимался вопросом его усыновления лишь из-за некомпетентности его родителей. Сев за руль грузовика Фрица, Мел врезается в почтовое отделение.
Авария приводит Мела, Нэнси и Тину к АТФ-агентам — гей-паре Полу и Тони, также подумывающих об усыновлении. Тони, оказывающийся старым одноклассником Нэнси, уговаривает Пола не предъявлять им обвинения. Мел, Нэнси, Тина, а также Тони и Пол, решающие присоединиться к компании, отправляются в Нью-Мексико, где, как выясняла Тина, проживают биологические родители Мела. Мел сближается с Тиной, тогда как Нэнси с Тони, что вызывает напряжённость между собравшимися.
Мел, Нэнси, Тина, Тони и Пол добираются до дома биологических родителей Мела — Ричарда и Мэри Шлихтингов, которые приглашают их остаться на ночь. За ужином Мел узнаёт, что Ричард и Мэри были вынуждены отдать его на усыновление из-за того, что находились в тюрьме за распространение ЛСД. Их сын Лонни, ревнуя к Мелу родителей, решает накачать его наркотиками, однако под действием ЛСД по ошибке оказывается Пол. Мел узнаёт, что Ричард и Мэри по-прежнему занимаются распространением наркотиков.
Находящийся под воздействием наркотиков Пол пытается арестовать Шлихтингов, однако Лонни оглушает его сковородой, после чего они решают сбежать, взяв машину Мела и спрятав ЛСД в багажнике. На место прибывают приёмные родители Мела, Перл и Эд, однако, меняя решение на пороге дома Шлихтингов, решают вернуться домой, по ошибке взяв автомобиль Мела. На дороге машина Коплинов сталкивается с машиной Шлихтингов, после чего Коплины оказываются под арестом, тогда как Шлихтинги сбегают в Мексику.
Утром Мел, не в курсе произошедшего, рассказывает Нэнси о прошедшем накануне ужине, после чего они, наконец, определяются с именем для ребёнка, которого решают назвать Гарсиа в честь Джерри Гарсии. Мел и Нэнси вызволяют Перл и Эда из тюрьмы, а Пол помогает снять с них обвинения.

## В ролях
- Бен Стиллер — Мел Коплин
- Патрисия Аркетт — Нэнси Коплин
- Теа Леони — Тина Калб
- Мэри Тайлер Мур — Перл Коплин
- Джордж Сигал — Эд Коплин
- Алан Алда — Ричард Шлихтинг
- Лили Томлин — Мэри Шлихтинг
- Ричард Дженкинс — Пол Хармон
- Джош Бролин — Тони Кент
- Селия Уэстон — Валери Суэйни
- Гленн Фитцджеральд — Лонни Шлихтинг
- Бет Остроски — Джейн
- Синтия Ламонтанье — Сандра
- Дэвид Патрик Келли — Фриц Будро
- Джон Форд Нунан — Митч
- Надя Дажани — Джилл

## Производство
При написании сценария Расселл был вдохновлён фильмами «Шампунь» и «Мужья и жёны». Он хотел взять на роль в фильме Бёрта Рейнольдса, однако передумал, узнав о его абьюзивном поведении на съёмках программы «Шоу Ларри Сандерса».

## Релиз
Мировая премьера фильма состоялась в рамках внеконкурсного показа на Каннском кинофестивале в 1996 году.

## Принятие

### Критика
Фильм был положительно встречен критиками. На интернет-агрегаторе Rotten Tomatoes он имеет рейтинг 88% на основе 56 рецензий. Metacritic дал фильму 81 балл из 100 возможных на основе 16 рецензий, что соответствует статусу «всеобщее признание».

### Награды и номинации
| Ассоциация                                     | Год  | Категория                                  | Номинант(-ы)                     | Результат |
| ---------------------------------------------- | ---- | ------------------------------------------ | -------------------------------- | --------- |
| Американская комедийная премия                 | 1997 | Самая смешная актриса второго плана        | Лили Томлин                      | Номинация |
| Американская комедийная премия                 | 1997 | Самая смешная актриса второго плана        | Мэри Тайлер Мур                  | Номинация |
| Американское общество специалистов по кастингу | 1996 | Лучший кастинг в игровом комедийном фильме | Эллен Паркс, Риса Брэймон Гарсиа | Номинация |
| «Хлотрудис»                                    | 1996 | Лучшая женская роль второго плана          | Мэри Тайлер Мур                  | Победа    |
| «Независимый дух»                              | 1997 | Лучший режиссёр                            | Дэвид О. Расселл                 | Номинация |
| «Независимый дух»                              | 1997 | Лучшая женская роль второго плана          | Лили Томлин                      | Номинация |
| «Независимый дух»                              | 1997 | Лучшая мужская роль второго плана          | Ричард Дженкинс                  | Номинация |
| «Независимый дух»                              | 1997 | Лучший сценарий                            | Дэвид О. Расселл                 | Номинация |
| «ГЛААД»                                        | 1997 | Лучший фильм, выпущенный в широком прокате | Дин Сильверс                     | Номинация |
| Национальное общество кинокритиков США         | 1997 | Лучший сценарий                            | Дэвид О. Расселл                 | Номинация |
| «Спутник»                                      | 1997 | Лучший фильм — комедия или мюзикл          | Дин Сильверс                     | Номинация |